# Opistotono
L'opistotono è uno stato di grave iperestensione e spasticità in cui la testa di un individuo, il suo collo e la colonna vertebrale entrano in una posizione completamente "incurvata" o "a ponte". Questa postura anomala è un effetto di tipo extrapiramidale ed è causata da spasmo della muscolatura assiale lungo la colonna vertebrale.

## Etimologia
Il termine opistotono deriva dalla lingua greca: opistho = dietro + tonos = tensione, letteralmente quindi significa tensione che viene da dietro.

## Manifestazioni cliniche

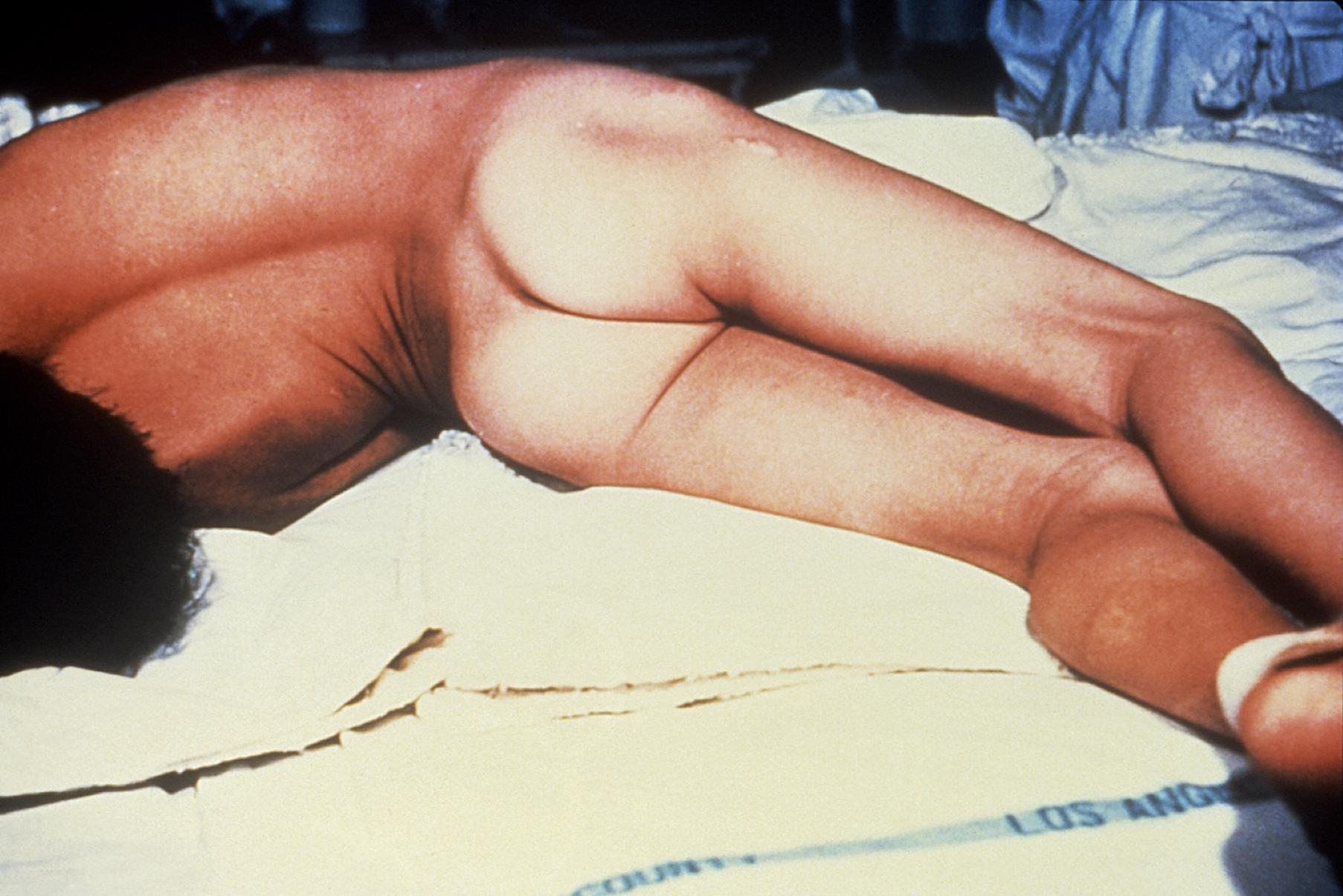
Atteggiamento in opistotono in un paziente affetto da tetano.

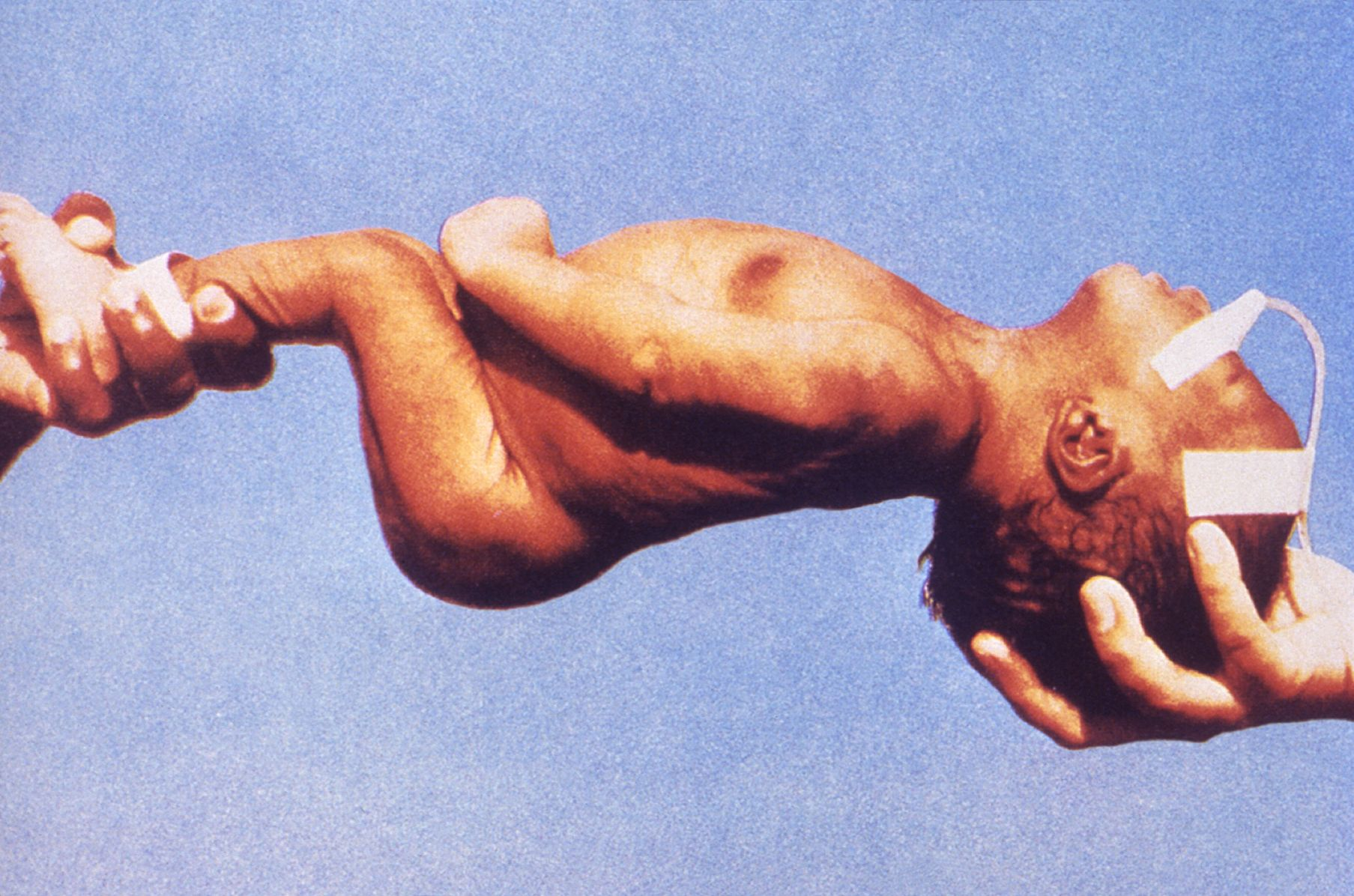
Opistotono nel tetano neonatale.

Il soggetto in opistotono, posto sul letto, si appoggia a esso unicamente con la testa, le natiche e i calcagni. L'opistotono è decisamente più comune e più esagerato nelle modalità di manifestazione (a causa di una minore maturazione del sistema nervoso) nei neonati e negli infanti che nei bambini più grandi o nell'adulto. Altri atteggiamenti simili all'opistotono sono:
- emprostotono (detto anche epistotono): il soggetto appare irrimediabilmente prostrato in avanti;
- ortotono: l'ammalato è assoggettato a una tensione muscolare che lo mantiene diritto;
- pleurostotono: lo spasmo tonico provoca la piegatura del paziente su un fianco.

## Cause
L'opistotono è riscontrabile in alcuni casi di grave paralisi cerebrale e di lesioni cerebrali post traumatiche o come risultato di spasmi muscolari gravi associati al tetano. Può essere prodotto sperimentalmente con l'asportazione del mesencefalo (tra il collicolo superiore e il collicolo inferiore), la qual cosa si traduce nel recidere tutte le fibre corticoreticolari. L'iperestensione si verifica a causa degli stimoli facilitatori provenienti dal tratto anteriore reticolospinale causati dalla inattivazione delle fibre inibitorie corticoreticolari, che normalmente agiscono sulla formazione reticolare del ponte. È stato dimostrato che l'opistotono si verifica naturalmente solo in alcuni uccelli e mammiferi placentati.
L'opistotono è più pronunciato nei neonati. Nel neonato può essere un segno di meningite, di tetano, di grave kernitterus o della rara malattia delle urine a sciroppo d'acero.
Questo tono degli estensori marcato può far sì che i bambini si inarchino posteriormente e si irrigidiscano a ogni tentativo della madre o degli infermieri di trattenerli o di dar loro da mangiare. L'opistotono può essere indotto da ogni tentativo di movimento: il sorridere, l'alimentarsi, il vocalizzare o dalle convulsioni.
Un atteggiamento tonico di questo tipo può essere visto nella sindrome di Sandifer. Gli individui con opistotono sono abbastanza difficili da posizionare, soprattutto in una carrozzina o nel seggiolino di un'auto.
L'opistotono a volte può essere visto nella intossicazione da litio. Si tratta inoltre di un raro effetto collaterale di tipo extrapiramidale associato all'uso di fenotiazine, aloperidolo e metoclopramide.
L'opistotono associato a riso sardonico è anche un sintomo di avvelenamento da stricnina.
L'opistotono, insieme con comportamenti bizzarri, allucinazioni, rigidità decerebrata, crisi oculogire e disfunzione del cervelletto, è stato anche descritto come un sintomo di coinvolgimento del sistema nervoso centrale nel colpo di calore.

## Diagnosi
La diagnosi dell'opistotono si basa sostanzialmente sull'anamnesi e sull'esame fisico-clinico. L'anamnesi deve essere particolarmente approfondita sulle possibili ferite pregresse (nel sospetto di opistotono come manifestazione iniziale di tetano) e sulla assunzione di farmaci. Test diagnostici includono:  
- Analisi di routine di sangue e urine.
- Analisi degli elettroliti sierici
- Puntura lombare e analisi del liquor cerebrospinale (conta cellulare e coltura del liquor)
- Tomografia computerizzata dell'encefalo
- Risonanza magnetica dell'encefalo